# ليه غوبلان (مترو باريس)
ليه غوبلان، هي محطة مترو تابعة لمترو باريس تقع في فرنسا في الدائرة الثالثة عشرة في باريس.

## خلفية
تم افتتاح المحطة في 15 فبراير/شباط 1930 كجزء من قسم مخطط لخط الميترو، والذي تم تشغيله مؤقتًا كجزء من الخط 10 حتى الانتهاء من المعبر أسفل نهر السين للخط 7 من جسر سولي (بالفرنسية: Pont de Sully) إلى ساحة مونج (بالفرنسية: Place Monge). تم دمج المحطة في الخط 7 في 26 أبريل/نيسان 1931. تقع المحطة على مفترق طرق أربعة طرق رئيسية: جادة دي غوبلان، شارع سانت مارسيل، شارع أراغو وشارع دي بورت رويال.
سميت هذه المحطة على اسم جادة غوبلان (بالفرنسية: Avenue des Gobelins) التي تكرم عائلة غوبلان، وقد كانت العائلة تصنع الأصباغ منذ منتصف القرن الخامس عشر على ضفاف نهر بييفر (بالفرنسية: Bièvre) القريب. قامت العائلة بتصنيع المنسوجات منذ عام 1662، حتى حصل لويس الرابع عشر على المصنع (المجاور للمحطة).